# Llinatge dels Peralta (branca siciliana)
La família Peralta (també coneguda com els Peralta d'Aragó) és una nissaga noble, molt lligada a la corona catalano-aragonesa i directament emparentada amb els Comtes de Barcelona.

## Història
Els Peralta tenen els seus orígens a la corona catalano-aragonesa o a la de Navarra. Una branca del llinatge va ser molt influent a l'illa de Sicília, especialment durant el segle xiv. Un dels primers membres documentats d'aquesta nissaga va ser Enecon Peralta, que va fugir dels alarbs a Navarra, al segle VIII, fundant la branca navarresa de la família. Tanmateix, ja a l'any 774, a les ordres de l'emperador Carlemany, també trobem un cavaller de la Casa de Peralta que es distingí en la defensa de la ciutat de Barcelona, durant el setge dels sarraïns. Un acte heroic similar es produí el 1038, quan Romà de Peralta va ajudar el rei català Ramon Berenguer, comte de Barcelona, amb el qual estava estretament emparentat, durant el setge de Lleida.
La relació dels Peralta amb Sicília s'inicia alguns segles després, quan Filippo de Saluzzo, Virrei del Regne de Sardenya des del 1324, es va casar, abans del 1292, amb Aldonça Fernandez de Castro Peralta i després amb Agalbursa de Cervera. Del primer matrimoni va néixer Ramon de Peralta, primer comte de Caltabellotta (antigament coneguda com Catalabellota), Gran Almirall de la corona catalano-aragonesa, Gran Canceller, Gran Camarlenc del Regne de Sicília i Capità General de Sardenya, casat abans amb Sibil·la de Cardona i després amb Isabel d'Aragó i, per acabar, amb Allegranza Abbate. Malgrat que els seus descendents van portar sempre el cognom Peralta, i no pas el de Saluzzo, abandonat ja per en Ramon de Peralta, van seguir utilitzant el mateix escut d'armes dels Saluzzo.
Els Peralta foren el referent de la facció catalana a l'illa durant el domini de la corona catalana de l'illa. Els Peralta van ser els senyors indiscutibles de la Vall de Mazara, entre els segles XIV i XV. En gestionaven la recaptació dels tributs, la justícia, els senyors feudals, un exèrcit personal i, a més, nomenaven els funcionaris i controlaven la seca de la vila d'Sciacca.
El 1392, quan el rei de Sicília Martí el Jove (o Martí I de Sicília, fill del rei català Martí l'Humà), lligat a la corona catalana, s'embarcà amb el seu exèrcit per reprendre la possessió de Sicília, els Peralta s'hi van mostrar fidels i van mantenir els seus privilegis una vegada es feu efectiva, a diferència de les famílies Alagona i Chiaramonte.
Finalment, el llinatge dels Peralta de Sicília es va extingir al segle XV, quan les darreres discendents, na Margarida, na Costança i na Caterinella de Peralta, es van casar respectivament amb Artal de Luna, Antoni de Cardona i Alfons de Cardona. Tanmateix, va sobreviure la descendència de la nissaga en Raimondello, baró de San Giacomo, fill natural de Nicolò Peralta d'Aragó qui, a causa de la seva il·legitimitat, no va ser considerat pertanyent a la família Peralta.

## Arbre genealògic
L'arbre genealògic de la família Peralta es remunta a Guillem de Peralta, que va viure al segle XIII, i s'estén fins als darrers descendents del segle XV, els fills dels germans Nicolò de Peralta i Joan de Peralta, segons la reconstrucció dels genealogistes Filadelfo Mugnos i Francesco Savasta:
|          |          |            |               |               |          |                                  |             |           |           |             |             |
|          |          |            |               |               |          |                                  | Guglielmo   |           |           |             |             |
|          |          |            |               |               |          |                                  |             |           |           |             |             |
|          |          |            |               |               |          |                                  |             |           |           |             |             |
|          |          |            |               |               |          | Raimondo                         | Raimondo    | Guglielmo | Guglielmo |             |             |
|          |          |            |               |               |          |                                  |             |           |           |             |             |
|          |          |            |               |               |          |                                  |             |           |           |             |             |
|          |          |            |               |               |          | Aldonza                          |             |           |           |             |             |
|          |          |            |               |               |          |                                  |             |           |           |             |             |
|          |          |            |               |               |          |                                  |             |           |           |             |             |
|          |          |            |               |               |          | Aldonza Fernandez                |             |           |           |             |             |
|          |          |            |               |               |          |                                  |             |           |           |             |             |
|          |          |            |               |               |          |                                  |             |           |           |             |             |
|          |          |            |               |               |          | Raimondo                         |             |           |           |             |             |
|          |          |            |               |               |          |                                  |             |           |           |             |             |
|          |          |            |               |               |          |                                  |             |           |           |             |             |
|          |          |            |               |               |          | Guglielmo Raimondo "Guglielmone" |             |           |           |             |             |
|          |          |            |               |               |          |                                  |             |           |           |             |             |
|          |          |            |               |               |          |                                  |             |           |           |             |             |
|          |          |            |               |               |          | Guglielmo "Guglielmone"          |             |           |           |             |             |
|          |          |            |               |               |          |                                  |             |           |           |             |             |
|          |          |            |               |               |          |                                  |             |           |           |             |             |
|          |          |            | Nicola/Nicolò | Nicola/Nicolò |          |                                  |             |           | Giovanni  | Giovanni    |             |
|          |          |            |               |               |          |                                  |             |           |           |             |             |
|          |          |            |               |               |          |                                  |             |           |           |             |             |
| Giovanna | Giovanna | Margherita | Margherita    | Costanza      | Costanza | Raimondello                      | Raimondello | Nicolò    | Nicolò    | Caterinella | Caterinella |

## Feus
El llinatge dels Peralta va posseir un total d'almenys 16 feus, situats en gran part a Sicilia i subdividits en ducats, marquesats, comtats, vescomtats i baronies. Concretament:
- Ducats: Castelluccio;
- Marquesats: Calatafimi, Calatamauro, San Esteban i Mazara;
- Comtats: Alcamo, Caltabellotta, Caltanissetta, Tancada i Sclafani;
- Vescontats Ambite;
- Baronies: Bivona, Borgetto, Castellammare del Golf, Ciminna i Pandolfina.